# گاه‌شمار دنیاگیری کووید-۱۹
| تاریخ CST  | موردها | موردها    | مرگ‌ها | بهبود یافته | قرنطینه    | قرنطینه | قرنطینه | منبع          |
| تاریخ CST  | مشکوک  | تأیید شده | مرگ‌ها | بهبود یافته | قرنطینه‌شده | مرخص‌شده | مجموع   | منبع          |
| ---------- | ------ | --------- | ----- | ----------- | ---------- | ------- | ------- | ------------- |
| ۲۰۱۹٫۱۲٫۳۱ | ۲۷     |           |       |             |            |         |         | [ ۳ ]         |
| ۲۰۲۰٫۰۱٫۰۳ | ۴۴     |           |       |             | ۱۲۱        |         |         | [ ۴ ]         |
| ۲۰۲۰٫۰۱٫۰۵ | ۵۹     |           |       |             | ۱۶۳        |         |         | [ ۵ ]         |
| ۲۰۲۰٫۰۱٫۱۰ |        | ۴۱        | ۱     |             |            |         |         | [ ۶ ]         |
| ۲۰۲۰٫۰۱٫۱۱ |        | ۴۱        | ۱     |             | ۷۱۷        | ۴۶      | ۷۶۳     | [ ۷ ]         |
| ۲۰۲۰٫۰۱٫۱۲ |        | ۴۱        | ۱     |             | ۶۸۷        | ۷۶      | ۷۶۳     | [ ۸ ]         |
| ۲۰۲۰٫۰۱٫۱۳ |        | ۴۱        | ۱     |             | ۵۷۶        | ۱۸۷     | ۷۶۳     | [ ۹ ]         |
| ۲۰۲۰٫۰۱٫۱۵ |        |           | ۲     | ۷           | ۱۱۹        | ۶۴۴     | ۷۶۳     | [ ۱۰ ]        |
| ۲۰۲۰٫۰۱٫۱۶ |        | ۴۵        |       | ۱۲          | ۹۸         | ۶۶۵     | ۷۶۳     | [ ۱۱ ]        |
| ۲۰۲۰٫۰۱٫۱۷ |        | ۶۲        | ۲     | ۱۵          | ۸۲         | ۶۸۱     | ۷۶۳     | [ ۱۲ ]        |
| ۲۰۲۰٫۰۱٫۱۸ |        | ۱۲۱       |       | ۱۹          |            |         |         |               |
| ۲۰۲۰٫۰۱٫۱۹ |        | ۱۹۸       | ۳     | ۲۵          | ۹۰         | ۷۲۷     | ۸۱۷     | [ ۱۳ ]        |
| ۲۰۲۰٫۰۱٫۲۰ | ۵۴     | ۲۹۱       | ۶     | ۲۵          | ۹۲۲        | ۸۱۷     | ۱۷۳۹    | [ ۱۴ ] [ ۱۵ ] |
| ۲۰۲۰٫۰۱٫۲۱ | ۳۷     | ۴۴۰       | ۹     |             | ۱۳۹۴       | ۷۶۵     | ۲۱۵۹    | [ ۱۶ ]        |
| ۲۰۲۰٫۰۱٫۲۲ | ۲۵۷    | ۵۷۱       | ۱۷    |             | ۴۹۲۸       | ۹۶۹     | ۵۸۹۷    | [ ۱۷ ]        |
| ۲۰۲۰٫۰۱٫۲۳ | ۱۰۷۲   | ۶۳۹       | ۱۸    |             | ۸۴۲۰       | ۱۰۸۷    |         | [ ۱۸ ]        |
| ۲۰۲۰٫۰۱٫۲۴ |        | ۸۹۵       | ۲۶    | ۳۸          |            |         |         | [ ۱۹ ]        |
| ۲۰۲۰٫۰۱٫۲۵ | ۲٬۶۸۴  | ۱٬۹۷۵     | ۵۶    | ۴۹          | ۲۳٬۴۳۱     | ۳۲۵     | ۲۱٬۵۵۶  | [ ۲۰ ]        |

کروناویروس جدید در ووهان

کروناویروس جدید در سرزمین اصلی چین

تاریخی که نخستین مورد ابتلا در استان گزارش شد:
۱۱ ژانویه ۲۰۲۰
۲۰ ژانویه ۲۰۲۰
۲۱ ژانویه ۲۰۲۰
۲۲ ژانویه ۲۰۲۰
۲۳ ژانویه ۲۰۲۰

موارد ابتلا به کروناویروس جدید در سطح جهان

این مقاله گاه‌شناسی و همه‌گیرشناسی کروناویروس جدید که در همه‌گیری ۲۰۱۹–۲۰ در ووهان، چین شیوع یافت را مستندسازی می‌کند و ممکن است دربردارندهٔ تمامی بازخوردها و مقیاس‌های عمده‌ای که رخ داده‌اند، نباشد. علاوه بر این، برای شناختن یا درک کامل برخی تحولات ممکن است نیاز به نگاه به گذشته باشد.

## گاه‌شماری

### ۳۰ تا ۳۱ دسامبر
در ۳۰ دسامبر یک «اعلان فوری برای درمان سینه‌پهلو با منشأ نامشخص» از سوی ادارهٔ مدیریت پزشکی و ادارهٔ پزشکی کمیته سلامتی شهرداری ووهان صادر شد.
در ۳۱ دسامبر ۲۷ فرد مبتلا به سینه‌پهلو با منشأ نامشخص به سازمان جهانی بهداشت گزارش شدند. بسیاری از این افراد از غرفه‌داران بازار غذاهای دریایی هوانان بودند که هفت نفر آنها در وضعیت بحرانی قرار داشتند. انجمن سلامتی شهرداری ووهان نیز در خصوص این وضعیت یک بیانیهٔ عمومی منتشر کرد. در نتیجه هنگ کنگ، ماکائو و تایوان فرایند غربالگری ورود و خروج از مرزهای خود را سخت‌تر کردند.

### ۱ تا ۳ ژانویه
بازار غذاهای دریایی هوانا، که مشکوک به مبدأ موارد ابتلا به سینه‌پهلو بود، در ۱ ژانویه برای پاکسازی و ضدعفونی کردن تعطیل شد.
تایلند در ۳ ژانویه روند غربالگری مسافرانی که از ووهان وارد این کشور می‌شدند را در چهار فرودگاه مختلف آغاز کرد. سنگاپور نیز در همان روز غربالگری مسافران در فرودگاه چانگی را آغاز کرد.

### ۵ تا ۶ ژانویه
در ۵ ژانویه، تحقیقات اولیه در زمینهٔ علت ابتلا سینه‌پهلو، رد شدن آنفلوآنزای فصلی، سارس، مرس و آنفلوآنزای پرندگان به‌عنوان منشأ این بیماری را در پی داشت. تعداد موارد مشکوک به ۵۹ نفر رسید که هفت نفر آنها در شرایط بحرانی قرار داشتند. تمامی این افراد قرنطینه شدند و ۱۶۳ نفر مرتبط با این افراد نیز تحت نظارت قرار گرفتند. در این زمان، هیچ گزارشی مبنی بر انتقال انسان به انسان یا ابتلای کارکنان پزشکی و درمانی وجود نداشت.
مرکز کنترل و پیشگیری بیماری ایالات متحده (CDC) در ۶ ژانویه یک دیده‌بان مسافرت سطح ۱ (انجام اقدامات احتیاطی معمول) را با توصیه به شستشوی دست‌ها و تأکید بر دوری از حیوانات، فروشگاه‌های حیوانات، و تماس با افراد ناخوش در صورت سفر به ووهان برقرار کرد.

### ۹ ژانویه
سازمان جهانی بهداشت تأیید کرد که کروناویروس جدید از بدن یک فردی که در بیمارستان بستری بوده، خارج شده‌است. در همان روز مرکز اروپایی کنترل و پیشگیری بیماری نخستین ارزیابی ریسک خود را منتشر کرد. سازمان جهانی بهداشت همچنین گزارش کرد که مقامات چینی واکنش سریعی نشان داده‌اند، و موفق شده‌اند تا کروناویروس جدید را در هفته‌های ابتدایی آغاز شیوع بیماری شناسایی کنند و تعداد کل افراد با نتیجهٔ مثبت آزمایش ۴۱ نفر بوده‌است. نخستین مرگ بر اثر این ویروس در یک مرد ۶۱ ساله اتفاق افتاد که یک مشتری عادی در بازار غذاهای دریایی بود. او دارای شرایط پزشکی قابل‌توجه از جمله بیماری مزمن کبدی بود و بر اثر نارسایی قلبی و سینه‌پهلو درگذشت. این حادثه توسط انجمن سلامتی و از طریق رسانهٔ دولتی چین در ۱۱ ژانویه گزارش شد.

### ۱۰ ژانویه
داده‌های توالی‌یابی ژن کروناویروس ووهان، که یک ویروس از همان خانوادهٔ کروناویروس سارس است، توسط محققان دانشگاه فودان در شانگهای بر روی وبگاه Virological.org منتشر شدند. سه توالی‌یابی دیگر از مرکز کنترل و پیشگیری بیماری چین، یکی از آکادمی علوم پزشکی چین و یکی دیگر از بیمارستان جینینتان در ووهان نیز در درگاه «بنیاد جهانی اشتراک‌گذاری تمام داده‌های آنفلوآنزا» (GISAID) منتشر شدند. در همان روز، پابلیک هلث انگلستان راهنمای خود برای پیشگیری از ابتلا به این ویروس را صادر کرد.

### ۱۱ ژانویه
در چین، بیش از ۷۰۰ نفر در تماس مستقیم با ۴۱ فرد مبتلای تأییدشده، که شامل بیش از ۴۰۰ نفر از کارکنان پزشکی نیز می‌شدند، تحت نظارت قرار گرفته‌بودند و از ۵ ژانویه هیچ مورد جدیدی گزارش نشده‌بود. سازمان جهانی بهداشت راهنمای اولیهٔ توصیه‌های سفر، آزمایش در آزمایشگاه و تحقیقات پزشکی را منتشر کرد.

### ۱۳ ژانویه
مرکز کنترل و پیشگیری بیماری ایالات متحده اعلام کرد که ژنوم ویروس بر روی ژن‌بانک، بانک اطلاعات توالی ژنتیکی مؤسسه ملی سلامت (NIH) قرار گرفته‌است. در همان روز، تایلند نخستین مورد تأییدشدهٔ ابتلا به ‎2019-nCoV‎ که نخستین مورد در خارج از چین بود را گزارش کرد. این زن ۶۱ سالهٔ چینی که شهروند ووهان بود، به بازار غذاهای دریایی هوانا مراجعه نکرده‌بود، اما اشاره کرده‌بود که در بازارهای دیگری حضور داشته‌است. او در ۸ ژانویه به بانکوک آمده‌بود.

### ۱۴ تا ۱۵ ژانویه
در ۱۴ ژانویه گزارش شد که دو نفر از ۴۱ نفر مبتلا به کروناویروس جدید در ووهان یک زوج متأهل بوده‌اند؛ این موضوع احتمال انتقال انسان به انسان را افزایش داد.
دومین مورد مرگ بر اثر این ویروس که یک مرد ۶۹ ساله بود، در ۱۵ ژانویه در چین اتفاق افتاد. سازمان جهانی بهداشت پروتکلی را برای آزمایش‌های درمانی کروناویروس جدید منتشر کرد که توسط یک تیم ویروس‌شناسی از بیمارستان چاریته تهیه شده‌بود.

### ۱۶ تا ۱۷ ژانویه
در ۱۶ ژانویه توسط وزارت بهداشت، کار و رفاه ژاپن به سازمان جهانی بهداشت اطلاع داده‌شد که یک مرد ۳۰ ساله با ملیت چینی در طول بستری‌شدن در یک بیمارستان از ۱۰ تا ۱۵ ژانویه، به ویروس 2019-nCoV مبتلا شده‌است. این فرد در بازار غذاهای دریایی هوانا حضور نداشته‌است، اما به احتمال زیاد با یک فرد مبتلا در ووهان تماس نزدیک داشته‌است.
در ۱۷ ژانویه مورد تأییدشدهٔ دوم در تایلند در یک زن ۷۴ ساله گزارش شد که با پرواز از ووهان به بانکوک آمده‌بود. تعداد مبتلایانی که از سوی آزمایشگاه‌ها مورد تأیید قرار گرفته‌بودند، در چین به ۴۵ نفر رسید.

### ۱۸ تا ۱۹ ژانویه
در ۱۸ ژانویه، چین ۱۷ مورد تأیید شدهٔ دیگر را گزارش کرد که سه نفر از آن‌ها در شرایط بحرانی قرار داشتند. بدین ترتیب تعداد مواردی که مورد تأیید آزمایشگاه بودند، در چین به ۶۲ نفر رسید. سن این افراد مبتلا از ۳۰ تا ۷۹ سال بود که ۱۹ نفر آن‌ها مرخص شده، و هشت نفر دیگر همچنان در شرایط بحرانی بودند.
در ۱۹ ژانویه نخستین موارد شیوع در چین و خارج از ووهان گزارش شدند؛ یک مورد در استان جنوبی گوانگ‌دونگ و دو مورد در پکن.۱۳۶ مورد جدید و تأییدشده از ووهان گزارش شدند و تعداد کل مبتلایان مورد تأیید آزمایشگاه در چین به ۲۰۱ نفر رسید. یک مرگ جدید نیز در ووهان گزارش شد که تعداد کل تلفات این ویروس در چین را به سه نفر رساند.

### ۲۰ ژانویه
اولین مورد تأییدشده در کره جنوبی گزارش شد. ووهان و گوانگ‌دونگ به‌ترتیب سه و سیزده مورد جدید تأییدشده در آزمایشگاه را گزارش کردند. شانگهای نیز نخستین مورد خود را تأیید کرد و مجموع پرونده‌های مورد تأیید آزمایشگاه در چین به ۲۱۸ نفر افزایش یافت. تیم تحقیقاتی انجمن ملی سلامت چین تأیید کرد که این کروناویروس می‌تواند بین انسان‌ها انتقال یابد. دست کم دو نفر در حالی که چند صد مایل دورتر از ووهان زندگی می‌کردند، به این ویروس آلوده شده‌بودند.

### ۲۱ ژانویه
سازمان جهانی بهداشت اعلام کرد که یک نشست اضطراری با موضوع این ویروس را در روز بعد برگزار خواهد کرد تا بررسی شود که این ویروس یک وضعیت اضطراری بهداشت عمومی (PHEIC) است یا خیر.
پرونده‌های تأییدشده‌ای از مکان‌های جدید دیگری در چین گزارش شدند؛ استان چجیانگ و تیانجین به‌ترتیب ۵ و ۲ مورد تأییدشده در آزمایشگاه را گزارش کردند. گوانگ‌دونگ نیز ۳ پروندهٔ جدید دیگر را گزارش کرد. شانگهای و استان استان هنان به‌ترتیب ۴ و ۱ مورد جدید و مورد تأیید آزمایشگاه را گزارش کردند. یک مورد دیگر در استان سیچوآن، و ۵ پروندهٔ تأییدشدهٔ دیگر نیز در چونگ‌کینگ گزارش شدند. شاندونگ، هونان و یون‌نان هرکدام یک پروندهٔ تأییدشده را گزارش کردند، و ۲ پروندهٔ ابتلای دیگر نیز از جیانگشی گزارش شد. تعداد کل پرونده‌های مورد تأیید آزمایشگاه در چین به ۳۱۲ نفر، و مجموع مرگ‌ها به ۶ نفر افزایش یافت.
بر پایه گزارش‌ها، ۱۵ نفر از کادر پزشکی در ووهان به این ویروس آلوده شده‌بودند، که ۱۴ نفر از آن‌ها این ویروس را از یک فرد ابر ناقل مشکوک دریافت کرده‌بودند.
همچنین پرونده‌های جدیدی نیز خارج از سرزمین اصلی چین گزارش شدند. تایوان نخستین پروندهٔ تأیید شده در آزمایشگاه را گزارش کرد، و نخستین گزارش ابتلای تأییدشده از ایالات متحده آمریکا، که نخستین مورد در آمریکای شمالی نیز بود، از ایالت واشینگتن دریافت شد.